# Selección de rugby de El Salvador
La selección de rugby de El Salvador  es el equipo representativo del país en competiciones oficiales. Es también conocida como Los Torogoces y se encuentra bajo la dirección de la Federación Salvadoreña de Rugby.

## Historia
En el mes de febrero de 2008, un grupo entusiastas aficionados nacionales y extranjeros radicados en El Salvador —entre ellos argentinos, chilenos, vascos, españoles y franceses— decidieron impulsar la práctica del rugby en el país. Para el año 2009, el proyecto arrancó con la realización del primer juego en el campo original de entrenamiento localizado en el Liceo Francés de Santa Tecla, adonde el combinado salvadoreño enfrentó al Guatemala Rugby Club en un encuentro que terminó empatado a doce puntos.
Los Torogoces han participado con equipos de la liga guatemalteca de rugby desde el año 2009 y han obtenido tres subcampeonatos consecutivos. Debido al número de afiliados existen dos equipos: el Torogoces (A) y Torogoces (B).

### Sudamericano de Rugby C
En el mes de diciembre de 2012, El Salvador participó por primera vez en un torneo oficial de la Confederación Sudamericana de Rugby, denominado Sudamericano de Rugby C, el cual se realizó en la Ciudad de Guatemala. Sin embargo, en esa ocasión los Torogoces no lograron ninguna victoria. Al año siguiente participó de la segunda edición en Costa Rica y repitió su racha de 3 partidos - 3 perdidos. En el 2014 logró el campeonato en Panamá, ganando 2 de 3 partidos.
El rugby en El Salvador ha dado un gran avance, recientemente se participó en la copa Volaris que se realizó en septiembre de 2019 en Costa Rica, obteniendo victorias y perdiendo partidos.
Cada año se realizan torneos de clausura, donde se está jugando por primera vez la modalidad femenino X's y el masculino XV's junto a la selección juvenil en la modalidad VII's.

## Palmarés
- Sudamericano de Rugby C (1): 2014[5]

## Participación en copas

### Copa del Mundo
- no ha clasificado

### Sudamericano C
- Sudamericano C 2012: 4.º puesto (último)
- Sudamericano C 2013: 4.º puesto (último)
- Sudamericano C 2014: Campeón
- Sudamericano C 2015: 3.º puesto
- Sudamericano C 2016: 4.º puesto (último)[6]
- Sudamericano C 2017: no participó
- Sudamericano C 2018: 2.º puesto

## Estadísticas
| Adversario   | Jugados | Ganados | Perdidos | Empatados | % Efectividad |
| ------------ | ------- | ------- | -------- | --------- | ------------- |
| Ecuador      | 2       | 0       | 2        | 0         | 100.0%        |
| Costa Rica   | 5       | 1       | 4        | 0         | 20,0%         |
| Guatemala    | 11      | 0       | 11       | 0         | 0.0%          |
| Guatemala RC | 1       | 0       | 0        | 1         | 100,0%        |
| Honduras     | 1       | 1       | 0        | 0         | 100.0%        |
| Nicaragua    | 1       | 1       | 0        | 0         | 100,0%        |
| Panamá       | 4       | 2       | 2        | 0         | 50.0%         |
| Total        | 25      | 5       | 19       | 1         | 20.0%         |

* Último test match considerado vs Panamá (26 - 51), Agosto de 2018.